# Голубева, Елена Ильинична
Елена Ильинична Голубева (род. 20 ноября 1949, Москва) — советский и российский географ, эколог, заслуженный профессор Московского государственного университета имени М. В. Ломоносова. Доктор биологических наук, профессор.
Лауреат Премии Правительства РФ в области науки и техники (1996).

## Биография
В 1974 году окончила кафедру биогеографии географического факультета МГУ имени М. В. Ломоносова по специальности «География» (вечернее отделение).
В 1980 году окончила заочную аспирантуру на кафедре биогеографии географического факультета МГУ имени М. В. Ломоносова.
В 1982 году защитила в МГУ имени М. В. Ломоносова диссертацию на соискание ученой степени кандидата географических наук по теме «Закономерности формирования фитомассы кустарникового яруса кедрово-широколиственных лесов Среднего Сихотэ-Алиня».
В 1999 году защитила в Институте проблем экологии и эволюции РАН диссертацию на соискание ученой степени доктора биологических наук по теме «Диагностика состояния экосистем в сфере антропогенного воздействия».

## Научная и научно-педагогическая деятельность
Основная область научных интересов Е. И. Голубева охватывают проблемы оценки состояния, структуры и продуктивности экосистем различных регионов России, а также охраны окружающей среды, разработки критериев оценки состояния экосистем, изучение процессов миграции и концентрации радиоактивных веществ в компонентах экосистем при захоронении радиоактивных отходов, фитоиндикации, биомониторинга, ландшафтно-экологического планирования и проектирования. Принимала участие в экспедициях и полевых работах в различных регионах России и сопредельных государств (Дальний Восток, Калмыкия, Центрально-Чернозёмный заповедник, Урал, арктические районы России и Скандинавии, Тува, Монголия, Эстония).
С 1967 года работает на географическом факультете МГУ имени М. В. Ломоносова: с 1967 — коллектор-лаборант; с 1979 — младший научный сотрудник; с 1988 — научный сотрудник; с 1993 — старший научный сотрудник; с 2001 — доцент; с 2003 — профессор. В период научно-педагогической работы на географическом факультете МГУ ею разработаны и ведется чтение курсов по системной экологии, истории и методологии природопользования, глобальной экологии, ресурсосберегающим технологиям, эстетики и дизайна ландшафта, ландшафтному планированию. С 2001 года курирует образовательную программу географического факультета МГУ «Ландшафтное планирование».
С 1984 года состоит в Центральном доме ученых РАН, является заместителем председателя секции «Экология».
В 1996 году присвоено ученое звание старшего научного сотрудника.
С 2003 года — профессор кафедры рационального природопользования МГУ имени М. В. Ломоносова.
С 2004 года входит в рабочую группу «Европейский мониторинг растительности» Международной ассоциации науки о растительности (European Vegetation Survey (EVS)).
В 2011 году присвоено ученое звание профессора.
В 2014 году присвоено звание заслуженного профессора МГУ имени М. В. Ломоносова.
Действительный член Русского географического общества (с 1977), Международной академии экологии и природопользования (с 2001), Российской академии естественных наук (с 2002), Национальной академии туризма (с 2011). Является членом редколлегии научного журнала «Экосистемы: экология и динамика», членом диссертационного совета на географическом факультете МГУ по специальности «Геоэкология», экспертом РФФИ.
Автор и соавтор более 200 научных работ по экологии, экологической географии, биогеографии, охране природы, рациональном природопользованию и ландшафтному планированию.
Под руководством Е. И. Голубевой защищено 7 диссертаций.

## Основные работы
- Эстетика и дизайн ландшафта. М., 2010. 448 с. (ред., соавт.)
- Экология Севера: дистанционные методы изучения нарушенных экосистем. М., 2003. 248 с. (ред., соавт.)
- Методы диагностики состояния антропогенно трансформированных экосистем. М., 1999. 68 с.

## Награды и премии
- Большая медаль Всероссийского общества охраны природы (1985)
- Премия Правительства РФ в области науки и техники за работу «Научные основы и методика обеспечения радиоэкологической безопасности на базе биоиндикации и геохимии ландшафтов» (1996, в составе авторского коллектива).
- Премия по Программе развития МГУ имени М. В. Ломоносова (2017)
- Национальная премия «Хрустальный компас», в составе авторского коллектива за издание «Экологический атлас России» (2018)

Отмечена Благодарностью Министерства общего и профессионального образования РФ (1999), дипломом Министерства образования РФ (2003).